# Edward Rikert
Edward Rikert (ur. 22 sierpnia 1961) – polski dyskobol, medalista mistrzostw Polski, reprezentant kraju.

## Kariera sportowa
Był zawodnikiem Zawiszy Bydgoszcz.
Na mistrzostwach Polski seniorów zdobył 4 medale, w tym dwa srebrne (1985, 1988) i dwa brązowe (1987, 1987).
Reprezentował Polskę w zawodach Finału B Pucharu Europy w 1989, zajmując trzecie miejsce z wynikiem 59,04.
Rekord życiowy: 62,86 (22.08.1992).